# Campeonato Brasiliense de Futebol de 2025
O Campeonato Brasiliense de Futebol Profissional Série A de 2025 ou Candangão BRB Série A 2025 (por questões de patrocínio), é a 67ª edição da divisão principal do futebol do Distrito Federal. A competição é organizada pela entidade máxima do futebol brasiliense, a Federação de Futebol do Distrito Federal (FFDF). O campeonato estadual concede vagas para os finalistas do Candangão Série A de 2025 para a Copa do Brasil 2026 e Brasileirão Série D 2026.

## Regulamento

### Primeira fase
Nesta fase, as equipes se enfrentarão em partidas apenas de ida sendo considerado turno único, dentro de um grupo único com nove jogos. As quatro melhores campanhas desta fase, se classificarão para próxima fase, onde se encontram nas semifinais em duas partidas eliminatórias, para definir os dois finalistas. As equipes de 5º a 10º lugares serão eliminadas. Os dois últimos colocados estarão rebaixados para o Candangão Série B de 2026.

### Segunda fase ou Semifinais
Esta fase será disputada em jogos de ida e volta entre as quatro equipes melhores classificadas na primeira fase. Os mandantes da segunda partida serão os 1° e 2° colocados. Em caso de empate no agregado dos placares ao término do tempo regulamentar da partida de volta, os clubes melhores colocados na primeira fase estarão classificados para Terceira fase ou Final do Candangão BRB Série A de 2025. Após o término das semifinais haverá uma reunião na sede da FFDF com os dois clubes finalistas para definir os assuntos referentes à final.

 Os seguintes confrontos serão divididos em dois grupos.
| Grupo B | 1° Colocado (Classificatória) | 4° Colocado (Classificatória) |

| Grupo C | 2° Colocado (Classificatória) | 3° Colocado (Classificatória) |

### Terceira fase ou Final
Esta fase será disputada em uma única partida, realizada entre os vencedores das semifinais. A partida da final do campeonato estadual acontecerá em um estádio escolhido pela FFDF, sendo um estádio neutro que não foi usado como mando de campo das duas equipes finalistas até então, para definir o grande campeão e o vice-campeão do Candangão BRB Série A de 2025. Em caso de empate no agregado dos placares, a definição do campeão ocorrerá através de cobranças de penalidades máximas.

O último grupo será o seguinte.
| Grupo C | Vencedor de B/C | Vencedor de B/C |

### Critérios de Desempate
O desempenho, para efetuar-se a classificação e/ou descenso, em caso de empate em pontos ganhos entre duas ou mais equipes ao final da primeira fase, será observado os seguintes critérios:
1. Maior número de pontos ganhos;
2. Maior número de vitórias;
3. Maior saldo de gols;
4. Maior número de gols pró;
5. Menor número de cartões vermelhos recebidos;
6. Menor número de cartões amarelos recebidos;
7. Confronto direto;
8. Partida única entre as equipes, com mando e definição da FFDF.

### Classificações nacionais e regional
Ao término da grande final estadual, os clubes finalistas serão premiados com vagas para a Copa do Brasil 2026 e Brasileirão Série D 2026. As vagas para a Copa Verde de 2026 passarão por regulamentação.

## Transmissão televisiva
Depois de exibir as finais do Candangão BRB de 2024, a TV Record será a emissora oficial na transmissão na TV aberta, graças à renovação do acordo de direitos de transmissões entre a FFDF e o Grupo Record. As transmissões ao vivo serão de responsabilidade da afiliada da TV Record no Distrito Federal, a TV Record Brasília.
| Emissora           | Transmissões com imagens                                                             |
| ------------------ | ------------------------------------------------------------------------------------ |
| TV Record Brasília | - Uma partida por rodada aos sábados, incluindo a primeira fase, semifinais e final. |

## Equipes participantes

### Promovidos e rebaixados
| Pos. | Rebaixado da Primeira Divisão de 2024 |
| ---- | ------------------------------------- |
| 9º   | Planaltina                            |
| 10º  | Santa Maria                           |

| Pos. | Promovido da Segunda Divisão de 2024 |
| ---- | ------------------------------------ |
| 1º   | Sobradinho                           |
| 2º   | Legião                               |

### Informações das equipes
| Aumento | Equipes promovidas da Segunda Divisão de 2024 |

## Estádios
| Brasiliense | Capital-DF         | Ceilandense        | Ceilândia         | Gama               |
| --- | ------------------ | ------------------ | ----------------- | ------------------ |
| Serejão | JK Paranoá         | Serejão            | Abadião           | Bezerrão           |
| Capacidade: 27 000 | Capacidade: 12 000 | Capacidade: 27 000 | Capacidade: 5 000 | Capacidade: 20 310 |
| |                    |                    |                   |                    |
| Brasiliense Capital-DF Ceilandense Ceilândia Gama Legião Real Brasília Paranoá Samambaia SobradinhoLocalização das sedes das equipes no Candangão Série A de 2025 |                    |                    |                   |                    |
| Legião | Paranoá            | Real Brasília      | Samambaia         | Sobradinho         |
| Bezerrão | JK Paranoá         | Defelê             | Rorizão           | Defelê             |
| Capacidade: 20 310 | Capacidade: 12 000 | Capacidade: 6 875  | Capacidade: 6 000 | Capacidade: 6 875  |
| |                    |                    |                   |                    |

## Primeira fase
| Pos | Equipe        | Pts | J | V | E | D | GP | GC | SG  | Classificação ou descenso |     | BRA | CAP | CEI | GAM | PAR | SOB | SAM | REA | CDS | LEG |
| --- | ------------- | --- | - | - | - | - | -- | -- | --- | ------------------------- | --- | --- | --- | --- | --- | --- | --- | --- | --- | --- | --- |
| 1   | Brasiliense   | 22  | 9 | 7 | 1 | 1 | 15 | 4  | +11 | Fase Final                |     | —   | –   | –   | 2–0 | 2–0 | –   | 2–1 | –   | 2–0 | 3–0 |
| 2   | Capital-DF    | 20  | 9 | 6 | 2 | 1 | 17 | 5  | +12 | Fase Final                |     | 3–0 | —   | 4–1 | –   | –   | –   | –   | 2–0 | 4–1 | 1–0 |
| 3   | Ceilândia     | 19  | 9 | 6 | 1 | 2 | 12 | 8  | +4  | Fase Final                |     | 0–1 | –   | —   | 2–0 | –   | 1–0 | 1–1 | 1–0 | –   | –   |
| 4   | Gama          | 17  | 9 | 5 | 2 | 2 | 7  | 4  | +3  | Fase Final                |     | –   | 0–0 | –   | —   | 1–0 | 0–0 | –   | 1–0 | 1–0 | –   |
| 5   | Paranoá       | 15  | 9 | 5 | 0 | 4 | 13 | 11 | +2  |                           |     | 2–1 | 1–2 | 1–2 | –   | —   | –   | 2–0 | –   | –   | 2–0 |
| 6   | Sobradinho    | 12  | 9 | 3 | 3 | 3 | 9  | 6  | +3  |                           | 0–0 | 1–1 | –   | –   | 0–1 | —   | –   | –   | –   | 2–0 |     |
| 7   | Samambaia     | 11  | 9 | 3 | 2 | 4 | 9  | 8  | +1  |                           | –   | 1–0 | –   | 0–1 | –   | 1–0 | —   | –   | 0–1 | –   |     |
| 8   | Real Brasília | 5   | 9 | 1 | 2 | 6 | 6  | 15 | −9  |                           | 0–3 | –   | –   | –   | –   | 1–3 | 1–1 | —   | –   | 2–1 |     |
| 9   | Ceilandense   | 5   | 9 | 1 | 2 | 6 | 8  | 18 | −10 | Rebaixados à Série B 2026 |     | –   | –   | 0–2 | –   | 3–4 | 1–3 | –   | 1–1 | —   | –   |
| 10  | Legião        | 1   | 9 | 0 | 1 | 8 | 3  | 20 | −17 | Rebaixados à Série B 2026 |     | –   | –   | 1–2 | 0–3 | –   | –   | 0–4 | –   | 1–1 | —   |

## Fase final
Em itálico as equipes que possuem o mando de campo no jogo de ida; em negrito as equipes vencedoras.
|  | Semifinais 15 a 23 de março | Semifinais 15 a 23 de março | Semifinais 15 a 23 de março | Semifinais 15 a 23 de março |   |            | Final 29 de março | Final 29 de março |
|  |                             |                             |                             |                             |   |            |                   |                   |
|  | Gama                        | 3                           | 0                           | 3                           |   |            |                   |                   |
|  | Brasiliense                 | 0                           | 0                           | 0                           |   |            |                   |                   |
|  | Brasiliense                 | 0                           | 0                           | 0                           |   | Gama (pen) | 1 (3)             |                   |
|  |                             |                             |                             |                             |   | Gama (pen) | 1 (3)             |                   |
|  |                             | Capital-DF                  | 1 (1)                       |                             |   |            |                   |                   |
|  | Ceilândia                   | Capital-DF                  | 1 (1)                       | 1                           | 1 | 2          |                   |                   |
|  | Ceilândia                   |                             |                             | 1                           | 1 | 2          |                   |                   |
|  | Capital-DF                  | 1                           | 2                           | 3                           |   |            |                   |                   |

## Premiação
| Campeão Brasiliense 2025   |
| Distrito Federal (Brasil)  |
| -------------------------- |
| Gama Campeão (14.º título) |

## Classificação geral
| Pos | Equipe        | Pts | J  | V | E | D | GP | GC | SG  | Classificação ou descenso                                                       |
| --- | ------------- | --- | -- | - | - | - | -- | -- | --- | ------------------------------------------------------------------------------- |
| 1   | Gama          | 22  | 12 | 6 | 4 | 2 | 11 | 5  | +6  | Campeão e classificado à Copa do Brasil de 2026 e Brasileirão Série D 2026      |
| 2   | Capital-DF    | 25  | 12 | 7 | 4 | 1 | 21 | 8  | +13 | Vice-campeão e classificado à Copa do Brasil de 2026 e Brasileirão Série D 2026 |
| 3   | Brasiliense   | 23  | 11 | 7 | 2 | 2 | 15 | 7  | +8  |                                                                                 |
| 4   | Ceilândia     | 20  | 11 | 6 | 2 | 3 | 14 | 11 | +3  |                                                                                 |
| 5   | Paranoá       | 15  | 9  | 5 | 0 | 4 | 13 | 11 | +2  |                                                                                 |
| 6   | Sobradinho    | 12  | 9  | 3 | 3 | 3 | 9  | 6  | +3  |                                                                                 |
| 7   | Samambaia     | 11  | 9  | 3 | 2 | 4 | 9  | 8  | +1  |                                                                                 |
| 8   | Real Brasília | 5   | 9  | 1 | 2 | 6 | 6  | 15 | −9  |                                                                                 |
| 9   | Ceilandense   | 5   | 9  | 1 | 2 | 6 | 8  | 18 | −10 | Rebaixados à Série B de 2026                                                    |
| 10  | Legião        | 1   | 9  | 0 | 1 | 8 | 3  | 20 | −17 | Rebaixados à Série B de 2026                                                    |

## Estatísticas

### Artilharia
Atualizado em 2 de abril de 2025
| Pos. | Jogador              | Equipe      | Gols |
| ---- | -------------------- | ----------- | ---- |
| 1    | Matheus Bossa        | Capital-DF  | 5    |
| 1    | Pipico               | Sobradinho  | 5    |
| 1    | Vitor Xavier         | Samambaia   | 5    |
| 2    | Clemente             | Ceilândia   | 4    |
| 2    | Wallace              | Brasiliense | 4    |
| 3    | Lenon                | Capital-DF  | 3    |
| 3    | Thiago               | Paranoá     | 3    |
| 3    | Wallace Pernambucano | Capital-DF  | 3    |

### Público
Atualizado até a 28 de fevereiro
Maiores Públicos Pagantes
Estes são os dez maiores públicos pagantes do campeonato, sem considerar as partidas com portões fechados
| N.º | Público | Mandante   | Placar | Visitante     | Estádio    | Data            | Rodada | Ref.   |
| --- | ------- | ---------- | ------ | ------------- | ---------- | --------------- | ------ | ------ |
| 1   | 4 675   | Gama       | 0–0    | Sobradinho    | Bezerrão   | 18 de janeiro   | 1ª     | [ 13 ] |
| 2   | 4 660   | Gama       | 1–0    | Paranoá       | Bezerrão   | 1º de fevereiro | 4ª     | [ 14 ] |
| 3   | 2 642   | Gama       | 1–0    | Ceilandense   | Bezerrão   | 29 de janeiro   | 3ª     | [ 15 ] |
| 4   | 2 197   | Ceilândia  | 2–0    | Gama          | Abadião    | 17 de fevereiro | 7ª     | [ 16 ] |
| 5   | 2 030   | Legião     | 0–3    | Gama          | Bezerrão   | 25 de janeiro   | 2ª     | [ 17 ] |
| 6   | 1 415   | Capital-DF | 4–1    | Ceilandense   | JK Paranoá | 19 de janeiro   | 1ª     | [ 18 ] |
| 7   | 1 253   | Capital-DF | 2–0    | Real Brasília | JK Paranoá | 29 de janeiro   | 3ª     | [ 19 ] |
| 8   | 912     | Capital-DF | 3–0    | Brasiliense   | JK Paranoá | 27 de fevereiro | 6ª     | [ 20 ] |
| 9   | 836     | Ceilândia  | 1–0    | Real Brasília | Abadião    | 18 de janeiro   | 1ª     | [ 21 ] |
| 10  | 782     | Capital-DF | 4–1    | Ceilândia     | JK Paranoá | 23 de fevereiro | 8ª     | [ 22 ] |

Médias de público
Estas são as médias de público dos clubes no campeonato. Considera-se apenas os jogos da equipe como mandante e o público pagante:
| Pos.  | Time          | Média   | Total  | Mandos | Maior | Menor |
| ----- | ------------- | ------- | ------ | ------ | ----- | ----- |
| 1     | Gama          | 3 992,3 | 11 977 | 3      | 4 675 | 2 642 |
| 2     | Capital-DF    | 998,8   | 4 994  | 5      | 1 415 | 632   |
| 3     | Ceilândia     | 897,8   | 3 591  | 4      | 2 197 | 191   |
| 4     | Legião        | 585,5   | 2 342  | 4      | 2 030 | 82    |
| 5     | Sobradinho    | 346,5   | 1 386  | 4      | 511   | 191   |
| 6     | Brasiliense   | 339,3   | 1 018  | 3      | 489   | 217   |
| 7     | Samambaia     | 226,8   | 907    | 4      | 535   | 68    |
| 8     | Paranoá       | 198,3   | 793    | 4      | 162   | 95    |
| 9     | Real Brasília | 167,3   | 502    | 3      | 242   | 35    |
| 10    | Ceilandense   | 126,3   | 379    | 3      | 246   | 32    |
| Total | Total         | 753,8   | 27 889 | 37     | 4 675 | 32    |

## Técnicos
| Equipe        | Técnico                                                                              |
| ------------- | ------------------------------------------------------------------------------------ |
| Brasiliense   | Luís Carlos Winck (1ª–)                                                              |
| Capital-DF    | Paulinho Kobayashi (1ª–4ª) Marcelo Cabo (5ª–)                                        |
| Ceilandense   | Mariozan Felipe (1ª–6ª) Luís dos Reis (7ª–)                                          |
| Ceilândia     | Adelson Almeida(1ª–)                                                                 |
| Gama          | Glauber Ramos (1ª–8ª) Luiz Carlos Souza (9ª–)                                        |
| Legião        | Marcus Vinícius (1ª–4ª) Allen Godinho (5ª–6ª) Geovane Santt (7ª) Hyago Fonseca (8ª–) |
| Paranoá       | Klésio Borges (1ª–7ª) Dailton Alves (8ª–)                                            |
| Real Brasília | Kaká (1ª–)                                                                           |
| Samambaia     | Luiz Carlos Souza (1ª–3ª) Gabriel Teixeira (4ª–)                                     |
| Sobradinho    | Mário Henrique (1ª–3ª) Léo Roquete (4ª–)                                             |